# Armando Tagini
Armando Tagini ( Buenos Aires, Argentina, 9 de junio de 1906 – San Andrés, Argentina, 12 de junio de 1962 ) fue un cantante y compositor de tango cuyo nombre real era  Armando José María Tagini que es recordado en especial por alguna de sus letras para tango, como "La gayola", "Marioneta" y "Gloria", entre otras. También usó el seudónimo de José Oyarzábal.

## Actividad profesional
Nació en el barrio del Abasto y de muy joven trabajó como empleado administrativo de los ferrocarriles, en donde fue compañero de trabajo de algunos autores y compositores como Juan José Guichandut, Francisco García Jiménez y Rafael Tuegols, quienes lo pusieron en contacto con artistas de la más diversa índole —cantantes, autores, compositores, directores— del ambiente tanguero.
Se inició como cantor en la década de 1920, debutando en la orquesta de Anselmo Aieta en enero de 1926. En su repertorio estaban varios tangos de Francisco García Jiménez, uno de sus poetas preferidos, tales como "Bajo Belgrano", "Siga el corso", "Tus besos fueron míos" y "La violetera". En la misma época ya comienza a destacarse como letrista con tangos como "La gayola" y "Gloria", con versos de acentuados giros lunfardos, acordes con la literatura tanguera de ese entonces.
Después vinieron otras obras concebidas en un lenguaje más depurado, de romántica expresión y esmerada construcción, muy contrapuesto a los anteriores. "Marioneta" y "Misa de once", y sobre todo "Perfume de mujer" —los tres en colaboración con Juan José Guichandut— son un sobresaliente ejemplo de esa variante en la obra de Armando Tagini, que seguía a la flamante corriente renovadora en formulaciones y estilo de José González Castillo, Enrique Cadícamo, Francisco García Jiménez y el Manzi del comienzo, que concretaba una nueva dimensión estética y espiritual de la letra del tango. Sin llegar a la densidad y a la repercusión de aquellos autores, la obra de Armando Tagini posee un lenguaje que está al nivel de esa corriente pues supo conciliar la poesía y el oficio, esto es, enlazó equilibradamente, la artesanía y el arte.
Otras de sus obras fueron "Bajo fondo" y piezas de otros géneros como el shimmy "A orillas del Nilo" y el foxtrot "Esfinge", ambos con música del pianista Mauricio Mignot. Su tango "Marioneta" no fue seleccionado en el concurso de Max Glucksmann pero fue prontamente grabado por Azucena Maizani, Ignacio Corsini y Carlos Gardel (en 1928). Éste último también grabó sus temas "Buey manso" (en 1930), "La gayola" (en 1927), "Gloria" (en 1927), "Mano cruel", que lleva música del contrabajista Carmelo Mutarelli (en 1928) y "Misa de once" (en 1929) y "Perfume de mujer" (en 1927).
Una noche en el "Maipú Pigall" discutió con Gardel y José Razzano pues estos afirmaban que no era posible poner música a una letra de la misma métrica del tango "Mano a mano" sin incurrir forzosamente en plagio musical. Tuegols, que opinaba lo contrario, solicitó a Armando Tagini que confeccionara un verso con dicha métrica. Cuando Gardel y Razzano estaban nuevamente en  el salón, la orquesta estrenó la flamante obra. Este tango resultó ser "La Gayola". A Gardel le gustó tanto la obra que pidió la partitura y lo grabó al día siguiente. Con el permiso de Tagini hizo algunos cambios en la letra y reemplazó "contemplarme" por "campanearme",  "largo a largo" por "atorrando" y "voy a trabajar muy lejos" por "voy al campo a laburarla", buscando un lenguaje más popular y lunfardo.
Hacia el final de la década de 1920 lanzó algunas piezas que tuvieron bastante difusión en su momento, pero no perduraron en el tiempo, como los tangos "Percantina" y "El último acorde" y el vals "Manos blancas", a los que Juan José Guichandut puso música; "De rodillas", con Luis Ortigosa, y "Pobre huerfanita", con Oscar Arona. En 1931 cantó por Radio Nacional (luego llamada Radio Belgrano) y diez años después dejó el canto sin haber hecho una sola grabación, dedicándose solamente a su labor poética. 
Entre sus obras han sido especialmente elogiados[¿por quién?] los tangos "La marcha nupcial", con música de Juan Clauso, y "El cornetín del tranvía", con música de Oscar Arona, que en 1937 ganó el premio de SADAIC.
Tagini decía sobre sus obras:

Extraigo los motivos de mis canciones de la vida misma, de lo que veo desfilar ante mis ojos, de toda impresión que recojo al pasar, agregando a ello, al verterlo el papel, mi propia emoción. Todo lugar es propicio para tomar apuntes, que luego son versos... Prefiero el género sentimental y sobre todo en el tango, que es por si nostálgico, afinan más con el temperamento de nuestro pueblo. Me atrevería a afirmar que los argentinos somos un poco románticos..."

Tagini falleció el 12 de junio de 1962 en la localidad de San Andrés, en la zona suburbana de Buenos Aires.

## Valoración
José Gobello dice que en lugar de los modelos vigentes en su época –Contursi, Flores, González Castillo, Romero- Tagini se inclinó por el de García Jiménez, más cerca del literato que del poeta o letrista.Los versos de éste oponían al lunfardo algunas expresiones de más elevado nivel social, como “zarpa ruda” o “dama de organdí”, si bien Tagini prefirió un lenguaje al ras de la gente modesta- y agrega:

”Se inició con uno de los grandes tangos malandras, "La gayola", representativo de lo que Aprile llamó el arrabal salvaje, pero era un romántico como trasciende Perfume de mujer…el poeta pugnaba por manifestarse y el letrista lo retenía en su específico cometido. Uno  otro cohabitaban en tensión permanente. Alas tenía Tagini para volar más alto, pero se decidió por una escritura sencilla,más próxima al vuelo lírico de Manzi que que a la retórica de García Jiménez; noble y comedida como lo era él mismo, que no porque sí recibió el título de caballero cantor antes de que lo hiciera Ignacio Corsini. ”

## Tangos de su autoría
- "Abrojos" con música de Alfonso Ramiro Lacueva (1943)
- "Adiós Ninón" con música de Francisco García Jiménez
- "Adonde vas Pierrot" con música de Mauricio Mignot
- "A orillas del Nilo" (shimmy) con música de Mauricio Mignot (1943)
- "Aquel claro de luna" con música de Enrique Elli Otello
- "Arco iris" con música de José Franchini Carre (1937)
- "Así empezó la otra" con música de Osvaldo Borroni  (1932)
- "Bajo fondo" con música de Ángel Ciriaco Ortiz
- "Bolsillo" con música de José Finkelberg (1961)
- "Buey manso" con música de Carmelo Mutarelli (1948)
- "Charlatán" con música de Ángel Ciriaco Ortiz (1935)
- "El cornetín del tranvía" con música de Antonio Oscar Arona
- "Cuando voy con esas" con música de Juan Giannoni y Carlos Santiago Manera
- "Declaración" con música de Miguel Caló (1939)
- "El embrujo de tu violín" con música de Mario Maurano (1938)
- "Ensueños" con música de Juan Salvatore (1933)
- "Esfinge" (foxtrot) con música de Mauricio Mignot
- "Esponjita" con música de René Cóspito (1932)
- "Fiebre" con música de Humberto Canaro (1946)
- "La gayola" con música de Rafael Tuegols
- "Gloria" con música de Humberto Canaro (1940)
- "Hoy como ayer" con música de Antonio Oscar Arona (1940)
- "Jacobo" con música de Ángel Ciriaco Ortiz
- "Malquerida" con música de Luis Petruccelli (1936)
- "Mamarracho"' con música de Juan José Guichandut (1935)
- "Mano cruel" con música de Carmelo Mutarelli (1948)
- "La marcha nupcial" con música de Juan Clauso
- "Marioneta" con música de Juan José Guichandut
- "Misa de once" con música de Juan José Guichandut
- "La mujer de mis sueños"
- "Perfume de mujer" con música de Juan José Guichandut
- "La serenata" con música de Vicente Gorrese
- "El tiempo que se fue" con música de Enrique A. Rodríguez (1935)
- "Tu violín" con música de Learte Carroli y José Francisco Traviglia (1928)